# Bandera de La Mancha

Primera versión de la bandera de La Mancha, de 1906, con los respectivos escudos provinciales en cada cuartel

El nacimiento de Castilla-La Mancha como entidad política dentro del sistema autonómico español se produce con el Estatuto de Autonomía de la comunidad de 1982, sin embargo, no son nuevos los intentos de dotar a La Mancha de símbolos identificativos propios. Existen precedentes en las diferentes propuestas de símbolos regionales que los exiguos movimientos regionalistas manchegos (núcleos que se circunscribían a las provincias de Albacete, Ciudad Real, Cuenca y Toledo, y que además tenían su origen en Madrid), hicieron en el primer tercio del siglo XX. Muestra de ellas es la poco conocida bandera de La Mancha, dividida en cuatro cuarteles, uno por cada provincia, que se creó en el Centro Regional Manchego de Madrid y que se exhibió por primera vez (y casi última) en un mitin regionalista celebrado en Daimiel en el verano de 1906. Unos años más tarde, por iniciativa de un grupo de profesoras y alumnas de la Escuela Normal de Albacete, se confeccionaría otra en esta ciudad, mucho más grande, rica y vistosa, presentando en su centro, un gran escudo de Alfonso XIII, bordado en oro, plata, sedas, perlas y piedras, que fue donada al mismo Centro Regional y que tampoco tuvo una vida muy larga; ésta fue entregada el 14 de junio de 1919, en el Teatro Cervantes de Albacete, a los directivos del Centro Regional Manchego, los cuales, parece ser, que se hicieron cargo de los gastos de la elaboración.

Bandera orlada de La Mancha, con el escudo real de Alfonso XIII, de 1919

La organización territorial provincial había tenido en estas primitivas propuestas una gran importancia, puesto que las provincias han tenido una gran tradición en la región, ya que existían en Castilla desde la división administrativa de 1590, salvo la de Ciudad Real y parte occidental de la de Albacete, que serían desgajadas más tarde de la de Toledo con el nombre inicial de provincia de La Mancha. Por esa razón, los emblemas que se proponían para la región de La Mancha incluían siempre los símbolos heráldicos provinciales que, en general, se confundían con los de sus respectivas capitales. Sin embargo en la bandera confeccionada en Albacete, cada una de las provincias era representada exclusivamente con el color del campo de su respectivo escudo, colocados en posición geográfica: negro para Toledo (se supone que por el águila de sable que soporta su escudo), rojo por Cuenca, azul por Ciudad Real, y blanco por Albacete; y, curiosamente, con el escudo real de Alfonso XIII en el centro. Este escudo fue sustituido posteriormente por una estrella amarilla de cinco puntas con el fin de simplificar.

Versión posterior de la bandera de La Mancha, con una estrella de cinco puntas en el centro

Esta bandera, que únicamente tuvo difusión entre algunos círculos regionalistas, quedó definitivamente en desuso al aprobarse la nueva bandera de Castilla-La Mancha, diseñada por Ramón José Maldonado Cocat, en 1977 y adoptada oficialmente en 1980. No obstante, aún puede verse en algunas páginas web de entidades mancheguistas.
En la segunda década del siglo XXI, en torno a 2014, aparecieron en redes sociales, tales como Twitter, propuestas de banderas de La Mancha con los cuarteles cuatricolores del paño y escudos heráldicos que representan a las órdenes militares y posesiones históricas en las que se dividía La Mancha en la Edad Media.

Propuesta de escudo de La Mancha sobre la bandera cuatricolor

Bandera con una de las propuestas de escudo de La Mancha, que incluye corona mural

## Himno de La Mancha

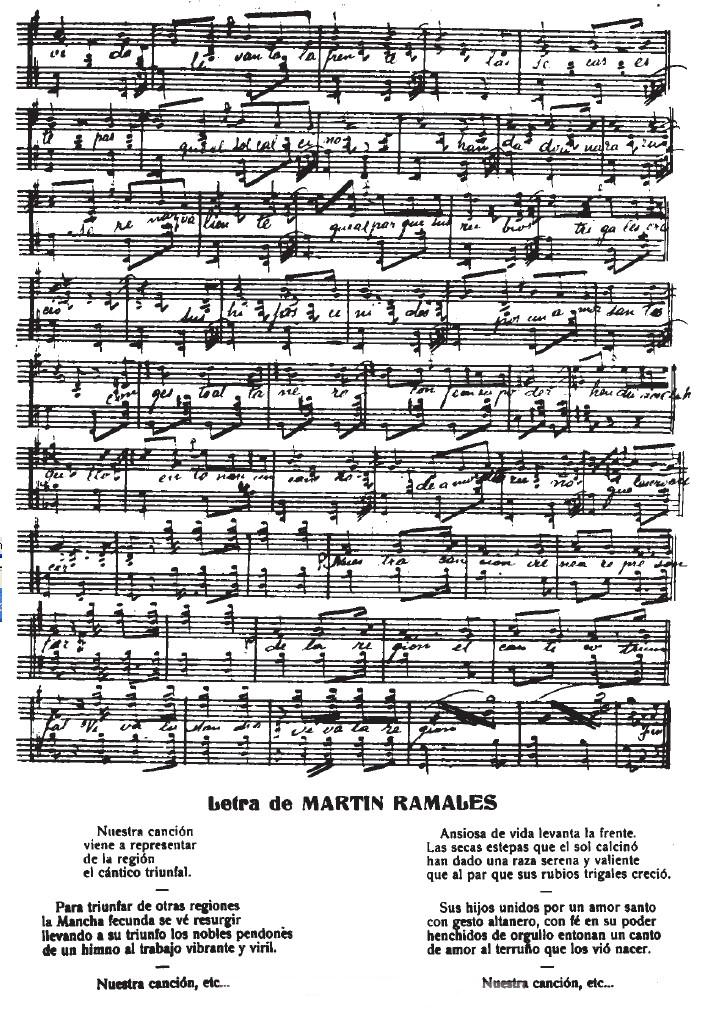
Facsímil de la partitura original del Himno a La Mancha (año 1919). Antonio Segura y Martín Ramales (1.ª versión), hoja 2.ª

Unos meses antes a la segunda versión de la bandera, el 20 de marzo de 1919, en la revista Vida Manchega, se publica una versión para piano de un Himno a La Mancha, música del director de la banda municipal de Ciudad Real, Antonio Segura Penalba y letra de Martín Ramales. Unos años más tarde, hacia 1927, se divulga una segunda versión de esta letra,  por Francisco Colás y el autor musical  

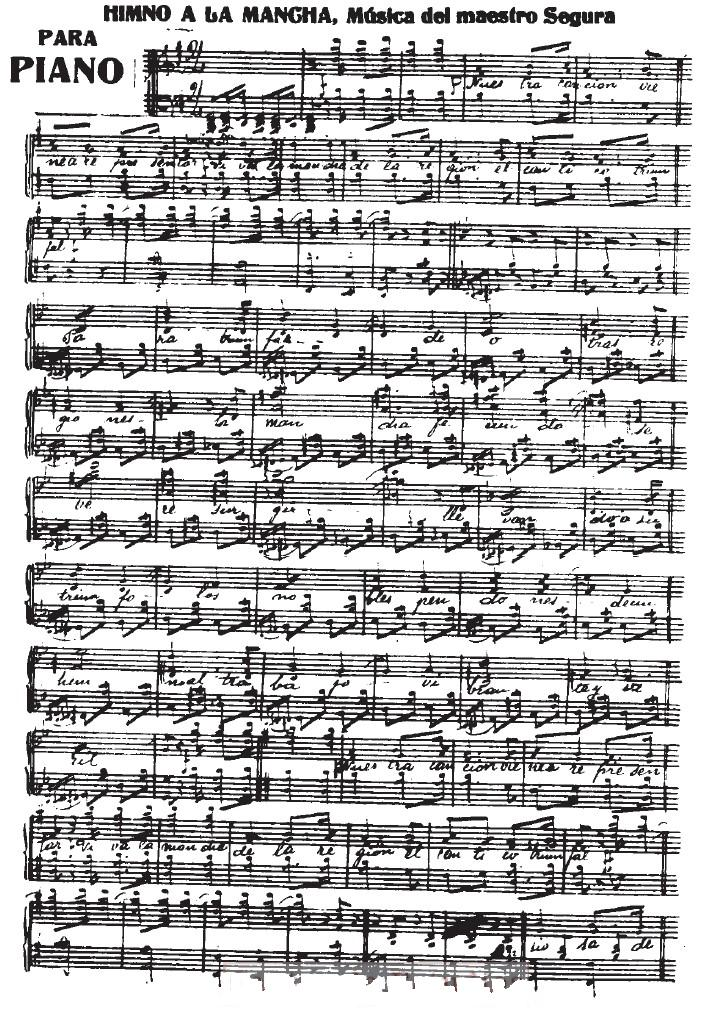
Facsímil de la partitura original del Himno a La Mancha (año 1919). Antonio Segura y Martín Ramales (1.ª versión), hoja 1.ª

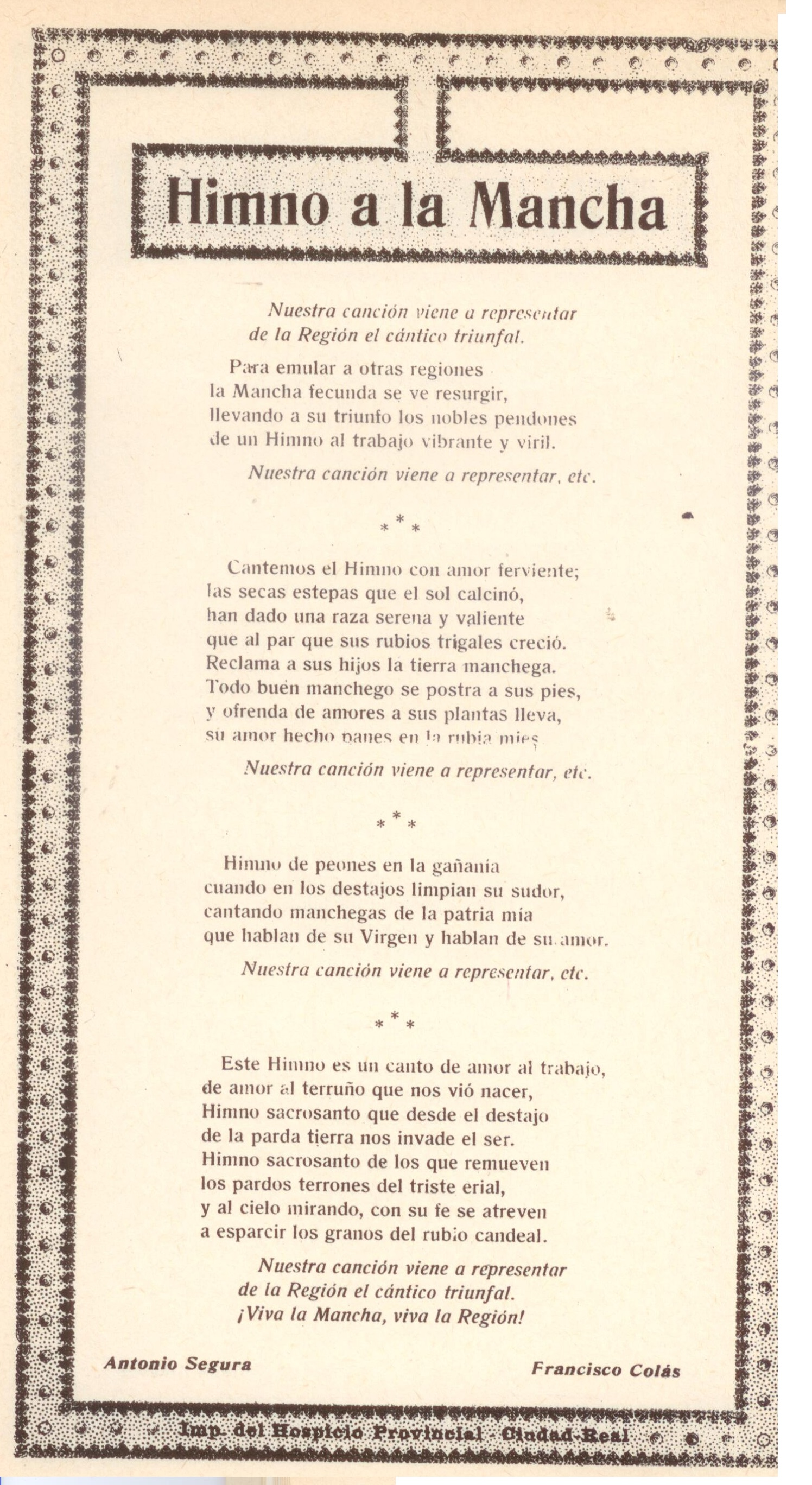
Facsímil de la letra del Himno a La Mancha (original de Antonio Segura y Francisco Colás). 2.ª versión, 1929

El maestro de música Antonio Segura Penalba ya era reconocido por el magnífico galardón obtenido en el certamen regional para bandas de música locales del año 1916, para las provincias de Ciudad Real, Toledo, Murcia, Cuenca y Albacete, consiguiendo un tercer premio dotado de 1000 pts. de la época, con la obra libre: L´Eriunyes, suite de Massanet. En aquella ocasión, se aprovechó los festejos organizados por el Ayuntamiento de Albacete en su Feria de aquel año (13/09/1916) que, aprovechando los aires regionalistas del momento, concurrieron las bandas de Almansa, Villarrobledo,  Ciudad Real, Calzada de Calatrava y Manzanares, entre otras fuera de La Mancha. 
Respecto al himno, aunque su difusión siempre ha sido escasa, iba acompañando al menos como pieza de la banda municipal de Albacete, junto a la ejecución del Himno a la provincia de Albacete y otras piezas folclóricas locales, en los días de la feria de Albacete por parte de ésta banda municipal, y de otras bandas de música en sus festejos locales.
En 1983, se hizo una producción fonográfica por parte del Ayuntamiento de Albacete, en la modalidad de cassette, interpretada por la Coral de Albacete junto a esta banda municipal (Ed. Damitor, D.L., Madrid, 1983); en la cual se versiona la letra inicial de Martín Ramales.
Existe una versión digital respetando la antigua partitura original de 1919, con el fin de conservar su esencia cultural que se ajusta a la primera versión de 1919; por cortesía del cantautor Country-Cho.
En 2022 se estrenó durante el I Congreso de La Mancha, organizado por el Instituto de Estudios Humanísticos de Castilla-La Mancha, el proyecto de recuperación y digitalización del Himno de La Mancha original de 1919, gracias a la investigación documental de Eduardo Rubio Aliaga y la edición/digitalización de Carlos Masó.
- Versión original de 1919: Himno de La Mancha. Música de Antonio Segura Penalba y letra de Martín Ramales, 1919. Digitalizada por el Instituto de Estudios Humanísticos de Castilla-La Mancha, 2022.

- Versión Country-Cho: Himno a La Mancha. Antonio Segura Penalba y Francisco Colás, 1919. Adapt. Country-Cho, septiembre, 2007.